# Bence Biczó
Bence Biczó (ur. 19 stycznia 1993 w Peczu) – węgierski pływak, specjalizujący się głównie w stylu motylkowym.
Srebrny medalista Mistrzostw Europy 2012 oraz Mistrzostw Europy na krótkim basenie 2010 na dystansie 200 m stylem motylkowym. Dwukrotny mistrz Europy juniorów na dystansie 200 m stylem motylkowym. Brązowy medalista letniej uniwersjady z Tajpej. Mistrz Igrzysk Olimpijskich Młodzieży 2010 z Singapuru.
Uczestnik igrzysk olimpijskich z Londynu (2012) na 200 m motylkiem (9. miejsce).